# Dinard
Dinard (bretonă: Dinarzh) este o comună situată în vestul Franței, în departamentul Ille-et-Vilaine, în regiunea Bretania. Este o stațiune turistică la Marea Mânecii situată de cealaltă parte a estuarului râului Rance față de Saint-Malo. Dinard este una dintre stațiunile franceze preferate de turiștii englezi, acest lucru ducând la apariția a numeroase clădiri cu aspect victorian.
1. ↑  répertoire géographique des communes, accesat în 26 octombrie 2015
2. ↑  dataset of postal codes in France, 1 octombrie 2018